# Joel Álvarez
Joel Álvarez González, né le 2 mars 1993 à Gijón, Asturias en Espagne est un pratiquant espagnol d'arts martiaux mixtes (MMA). Il combat dans la catégorie des poids légers à l'Ultimate Fighting Championship, où il est actuellement classé 15e.

## Palmarès en arts martiaux mixtes
| 25 combats     | 22 victoires | 3 défaites |
| Par KO         | 5            | 2          |
| Par soumission | 17           | 0          |
| Sur décision   | 0            | 1          |